# How Come
«How Come» — второй сингл американской хип-хоп группы D12 с их второго студийного альбома, D12 World. Песня рассказывает об отношениях членов D12 (в частности об отношениях между членами Proof и Эминемом). Также считали, что песня также о рэпере Royce da 5'9", но сам рэпер это отрицает. Сингл был сертифицирован «золотым» Американской ассоциацией звукозаписывающих компаний.

## Музыкальное видео
Видео начинается с того, что все члены D12 собрались в студии лейбла Shady Records. Члены группы обсуждают мировую славу Эминема. Песня показывает как члены группы завидуют Эминему, но тот считает, что нет повода завидовать ему. Видео заканчивается вырезкой с другого видео группы, видео к песне «Git Up». В своём куплете Кон Артис утверждает, что видел как его подруга Ким изменяет ему с Эминемом.
В начале видео также показывается домашнее видео Андерграунд шоу, на котором выступают Эминем и Proof.

## Список композиций
CD сингл
| №  | Название                     | Автор(ы)                                                             | Producer(s)        | Длительность |
| -- | ---------------------------- | -------------------------------------------------------------------- | ------------------ | ------------ |
| 1. | «How Come» (extended verses) | M. Mathers, D. Porter, D. Holton, D. Moore, B. Johnson               | Witt & Pep, Eminem | 4:41         |
| 2. | «40 Oz.»                     | M. Williams, J. Kent, M. Mathers, R. Johnson, V. Carlisle, D. Holton | Trackboyz          | 4:08         |

## Позиции в чартах
| Чарт (2004)                          | Высшая позиция |
| ------------------------------------ | -------------- |
| Australian Singles Chart             | 4              |
| Austrian Singles Chart               | 17             |
| Belgian Singles Chart (Flanders)     | 15             |
| Belgian Singles Chart (Wallonia)     | 26             |
| Denmark Singles Chart                | 5              |
| Finnish Singles Chart                | 16             |
| French Singles Chart                 | 23             |
| German Singles Chart                 | 15             |
| Irish Singles Chart                  | 4              |
| Italian Singles Chart                | 19             |
| Netherlands Singles Chart            | 7              |
| New Zealand Singles Chart            | 6              |
| Norwegian Singles Chart              | 10             |
| Swedish Singles Chart                | 42             |
| Swiss Singles Chart                  | 17             |
| UK Singles Chart                     | 4              |
| U.S. Billboard Hot 100               | 27             |
| U.S. Billboard Hot R&B/Hip-Hop Songs | 68             |
| U.S. Billboard Hot Rap Tracks        | 18             |

## Кавер-версия
- Существует кавер-версия сингла, исполненная группой Embrace, которая исполнила её для шоу Live Lounge на BBC Radio 1. В кавер-версии был только куплет Эминема, куплеты Пруфа и Кон Артиса были вырезаны[3]. Песня была выпущена на би-сайде сингла Embrace, «Ashes», а также на их альбоме Dry Kids: B-Sides 1997–2005.